# Sericochroa politia
Sericochroa politia är en fjärilsart som beskrevs av Stoll 1782. Sericochroa politia ingår i släktet Sericochroa och familjen tandspinnare. Inga underarter finns listade i Catalogue of Life.